# NGC 351
NGC 351 je galaksija u zviježđu Kit.

## Vanjske poveznice
- SEDS: NGC 351